# Beblättertes Läusekraut
Das Beblättertes Läusekraut (Pedicularis foliosa), auch Durchblättertes Läusekraut, Blattreiches Läusekraut oder Reichblättriges Läusekraut genannt, ist eine Pflanzenart aus der Gattung der Läusekräuter (Pedicularis) innerhalb der Familie der Sommerwurzgewächse (Orobanchaceae).

## Beschreibung

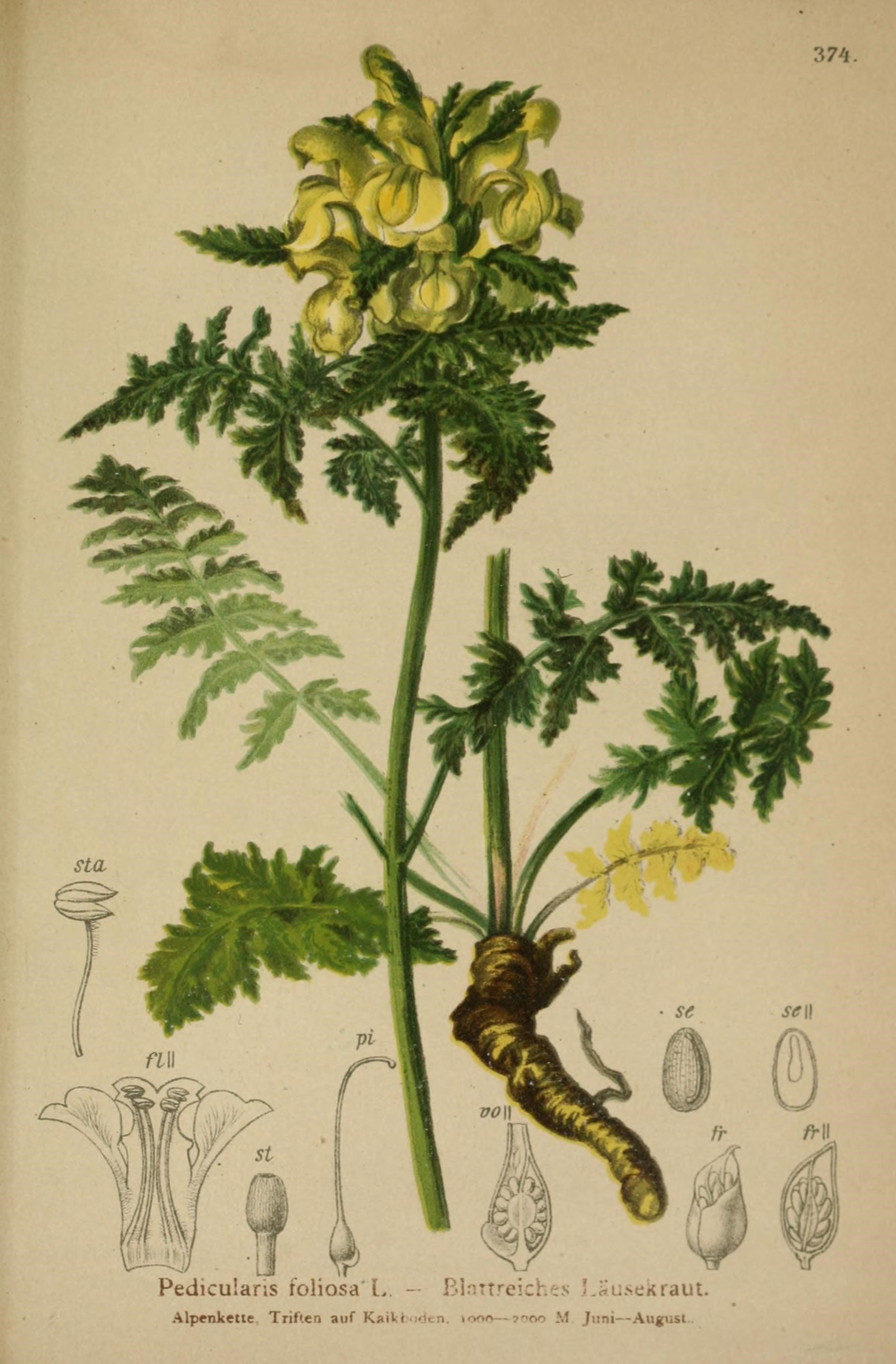
Illustration aus Atlas der Alpenflora

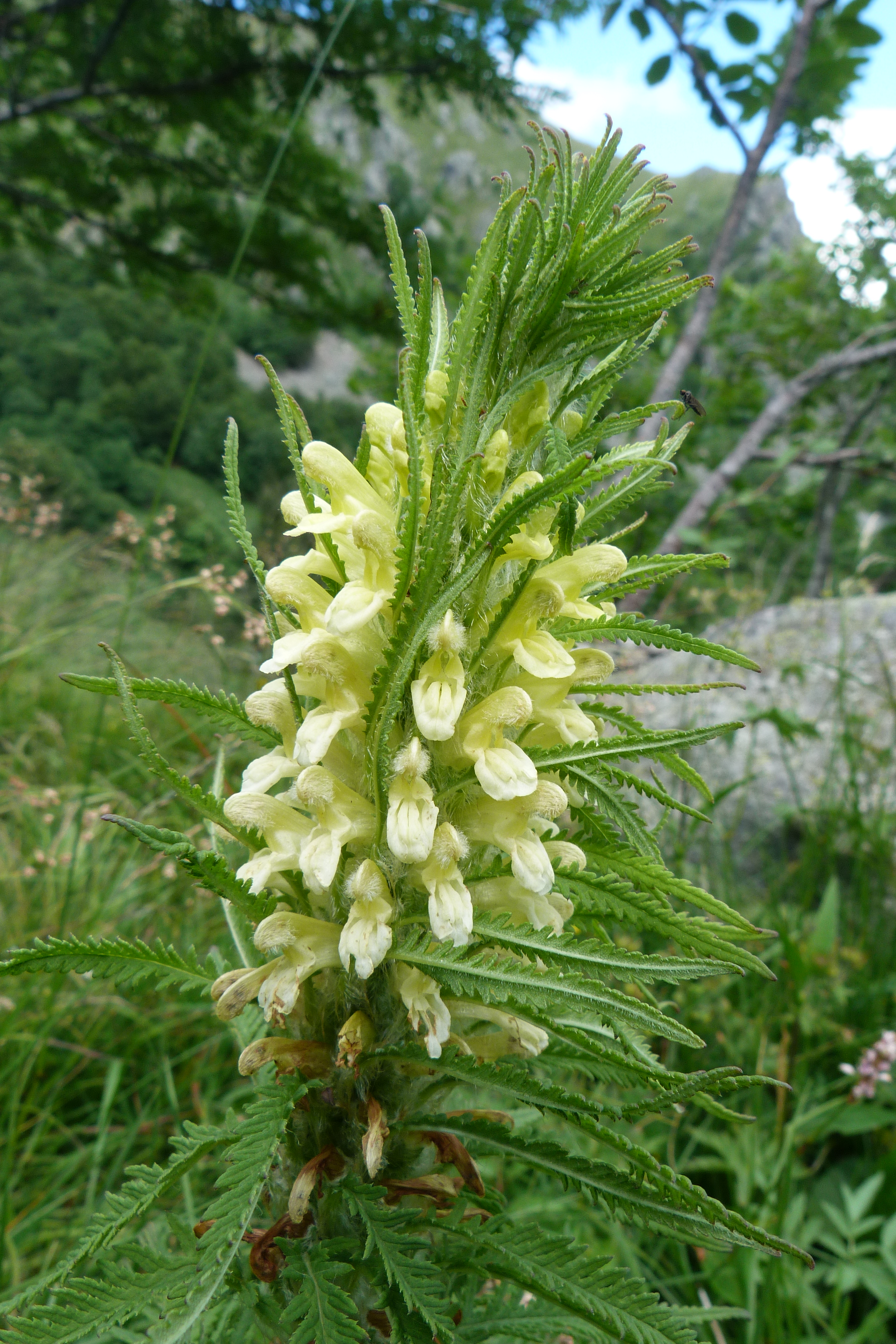
Blütenstand

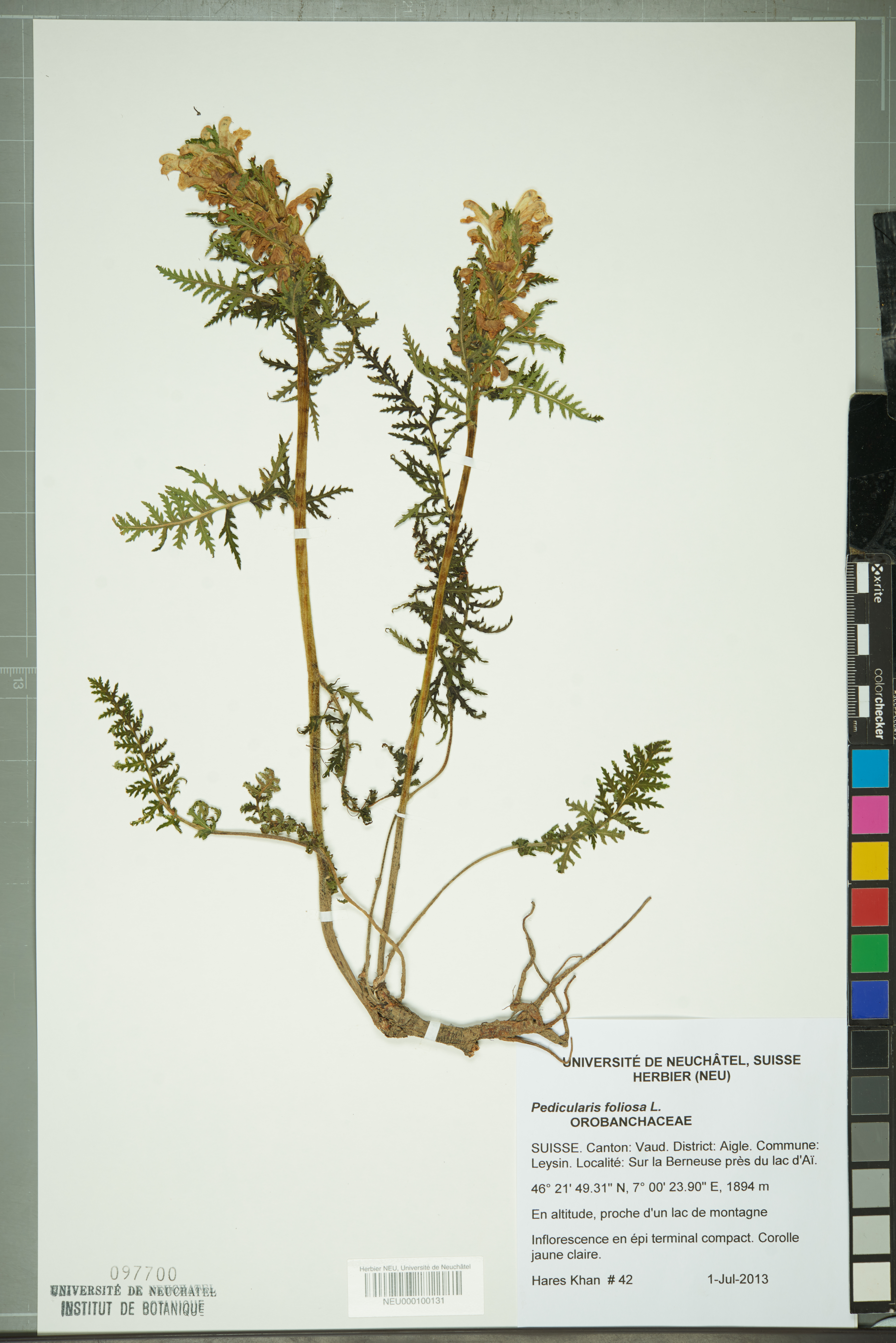
Herbarbeleg von 2013 – Aus Naturbeständen sollten keine Pflanzenexemplare mehr entnommen werden, um damit ein Herbarium anzulegen.

### Vegetative Merkmale
Das Beblätterte Läusekraut wächst als ausdauernde krautige Pflanze und erreicht Wuchshöhen von 20 bis 50 Zentimetern. Der selbstständig aufrechte, einfache, kaum behaarte Stängel ist nur in der oberen Hälfte beblättert.
Die Laubblätter sind breit-lanzettlich, doppelt bis dreifach fiederteilig, oberseits kahl, unterseits behaart. Die größeren Laubblätter sind über 4 Zentimeter breit mit gezähnten Blattzipfeln.

### Generative Merkmale
Die Blütezeit reicht von Juni bis Juli. Die Blüten stehen dicht in einem ährigen Blütenstand zusammen und werden von den deutlich längeren Hochblättern (Name!) überragt. Die unteren Hochblätter sind laubblattähnlich und länger als die Blüten, die oberen sind weniger geteilt.
Die zwittrigen Blüten sind zygomorph mit doppelter Blütenhülle. Die Kelchblätter sind nur an ihrer Basis verwachsen. Der Kelch ist häutig und auf den Nerven und am Rand behaart. Die Kelchzähne sind ungleich, breit dreieckig und ungeteilt. Die Kronblätter sind verwachsen. Die blassgelbe Krone ist stark zweilippig und 20 bis 30 Millimeter lang. Die Kronenröhre überragt den Kelch. Die Oberlippe hat keinen Schnabel, sie ist fast gerade, außen meist wollig behaart mit offenem Schlund und stumpf.
Die fachspaltige (= lokulizide) Kapselfrucht ist eiförmig mit kurzer Spitze und überragt den Kelch etwas.
Die Chromosomenzahl beträgt 2n = 16.

## Ökologie
Beim Beblätterten Läusekraut handelt es sich um einen Halbschmarotzer (Halbparasit). Es ist ein Hemikryptophyt.

## Vorkommen und Schutz
Das Beblätterte Läusekraut in den Alpen (vor allem Nordalpen) und insgesamt von den Pyrenäen bis zum Balkan verbreitet. Es gibt Fundortangaben für die Länder nördliches Spanien, Frankreich, Deutschland, Italien, die Schweiz, Österreich und Kroatien.
Diese kalkliebende Art gedeiht am besten auf feuchten Böden, Rasen, Bachränder und Hochstaudenfluren. Das Beblätterte Läusekraut kommt in Höhenlagen von 1000 bis 2400 Metern vor. In den Allgäuer Alpen steigt es am Schochen in Bayern bis zu einer Höhenlage von 2100 Meter auf.
Das Beblätterte Läusekraut ist in Mitteleuropa eine Verbandscharakterart des Caricion-ferrugineae und kommt besonders gern zusammen mit dem Narzissenblütigen Windröschen (Anemone narcissiflora) vor. Man findet es aber auch in Pflanzengesellschaften der Verbände Erico-Pinion, Caricion davallianae oder Calamagrostion arundinaceae.
Die ökologischen Zeigerwerte nach Landolt & al. 2010 sind in der Schweiz: Feuchtezahl F = 4w (sehr feucht mäßig wechselnd), Lichtzahl L = 3 (halbschattig), Reaktionszahl R = 4 (neutral bis basisch), Temperaturzahl T = 2 (subalpin), Nährstoffzahl N = 4 (nährstoffreich), Kontinentalitätszahl K = 2 (subozeanisch).
Pedicularis foliosa gilt in Deutschland als ungefährdet, aber sie ist in Deutschland seit 31. August 1980 nach BNatSchG „besonders geschützt“. Pedicularis foliosa gilt in der Schweiz in der nationalen Rote Liste der gefährdeten Artem 2016 nach IUCN-Status als „Least Concern“ = „Nicht gefährdet“.

## Taxonomie
Die Erstveröffentlichung von Pedicularis foliosa erfolgte 1767 durch Carl von Linné in Mantissa Plantarum, Seite 86. Das Artepitheton foliosa bedeutet blattreich.